# Sooretama
Sooretama là một đô thị thuộc bang Espírito Santo, Brasil. Đô thị này có diện tích 593,366 km², dân số năm 2007 là 21826 người, mật độ 36,78 người/km².